# Angelo Varetto
Angelo Varetto (* 6. Juli 1910 in Turin; † 8. Oktober 2001 in Mailand) war ein italienischer Radrennfahrer.
Angelo Varetto war Profi-Rennfahrer von 1934 bis 1938, konnte aber in diesen Jahren nur einen größeren Erfolg verbuchen: 1936 gewann er überraschend Mailand–Sanremo im Sprint aus einer Ausreißergruppe von zehn Fahrern heraus, die sich schon zu Anfang des Rennens abgesetzt hatte.